# Gynodioecie

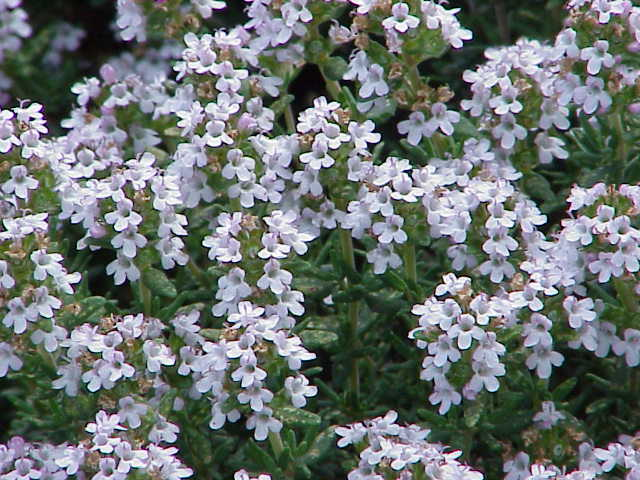
Echte tijm is een voorbeeld van een soort met een gynodioecinisch voortplantingsysteem.

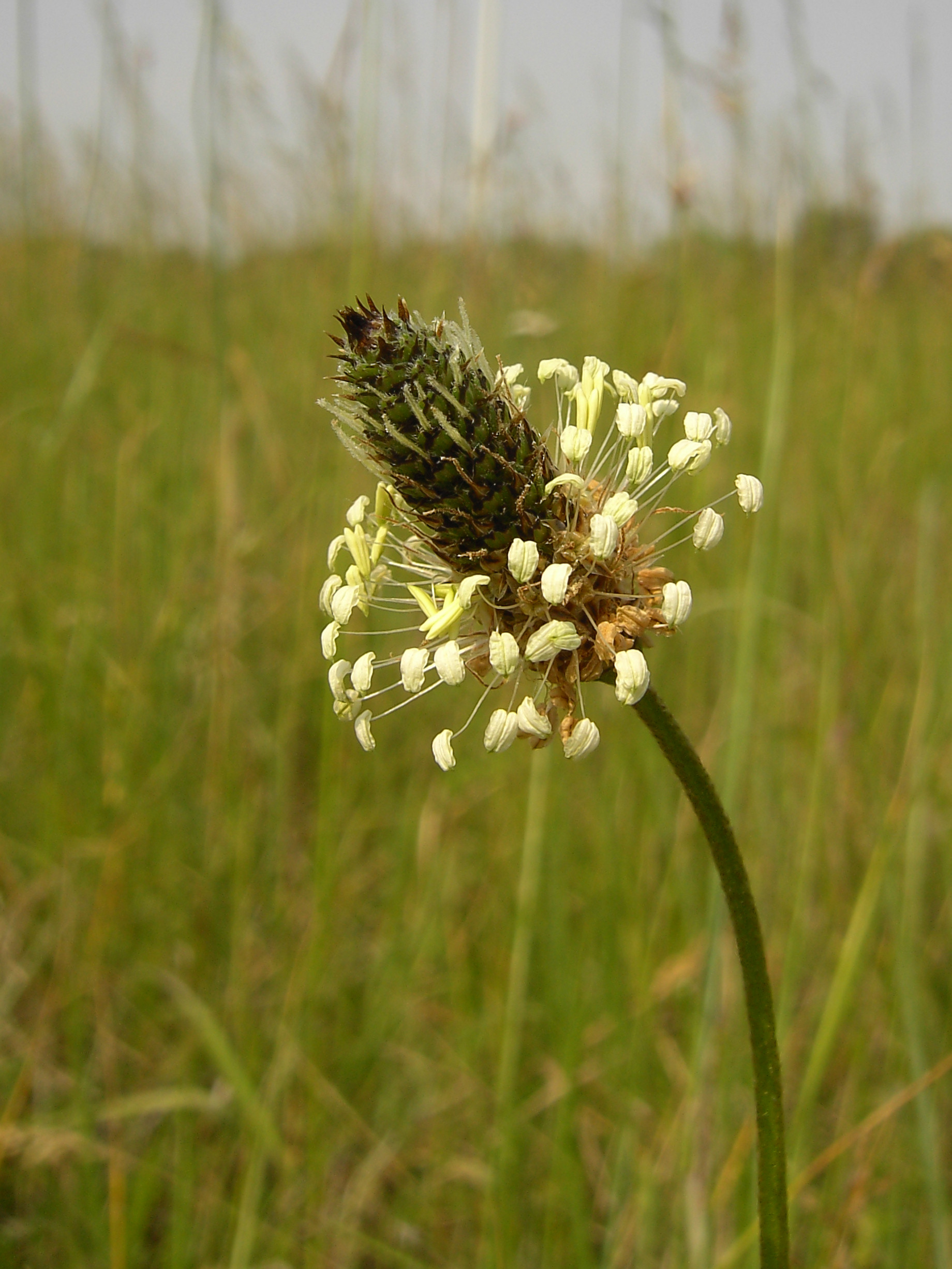
Smalle weegbree is een in Europa veel voorkomende stabiele gynodioecinische soort.

Gynodioecie is een zeldzame wijze van geslachtelijke voortplanting waarbij vrouwelijke en tweeslachtige planten naast elkaar voorkomen binnen een populatie. Gynodioecie is het evolutionaire tussenstadium tussen tweeslachtigheid (met zowel vrouwelijke als mannelijke planten) en tweehuizigheid (met twee verschillende verschijningsvormen: mannelijk en vrouwelijk). Gynodioecie is het tegenovergestelde van androdioecie, wat een geslachtelijke voortplanting is met mannelijke en tweeslachtige planten in een populatie. Gynodioecie treedt op als gevolg van een genetische mutatie waardoor een tweeslachtige plant geen stuifmeel meer kan produceren, terwijl de vrouwelijke reproductieve delen intact blijven.
Gynodioecie werd door Charles Darwin ontdekt en in 1877 in zijn boek The Different Forms of Flowers on Plants of the Same Species beschreven. Ook Carl Correns hield zich er mee bezig. In de latere twintigste eeuw werd gynodioecie uitvoerig onderzocht in verband met toepassing bij de plantenveredeling.
Gynodioecie komt vooral voor in gebieden met een gematigd klimaat. In Europa komt het naar schatting twee keer zo vaak voor als tweehuizigheid. Hier werd het waargenomen bij 223 plantensoorten, in 89 plantengeslachten in 25 families. In België is 7,5% van de soorten gynodioecinesisch. Op eilanden komt het minder vaak voor dan tweehuizigheid en in tropische bossen, waar tweehuizigheid veel voorkomt, is het vrijwel afwezig.

## Vormen
Er wordt onderscheid gemaakt tussen stabiele en instabiele gynodioecie.
- Stabiele gynodioecie wordt meestal bepaald door twee niet-gekoppelde allelen, waarvan één meestal cytoplasmatisch is. Binnen één soort is de stabiele gynodioecie wijdverbreid, de verhouding tussen vrouwelijke en tweeslachtige planten blijft door de tijd stabiel. Het komt vooral voor in families waarin tweehuizigheid zeldzaam is: lipbloemenfamilie (Lamiaceae), composietenfamilie (Asteraceae) en kaardebolfamilie (Dipsacaceae).
- Instabiele gynodioecie wordt gecontroleerd door een enkel allel voor mannelijke steriliteit, die ofwel in de celkern of in het cytoplasma ligt. Als de factor in de celkern ligt kan gynodioecie een voorloper zijn van tweehuizigheid. Instabiele gynodioecie komt niet vaak voor. Een reden hiervoor is dat kolonisatie van nieuwe locaties door individuele zaden alleen mogelijk is als het resulteert in een zelfbevruchtende tweeslachtige plant zonder mannelijke steriliteit.

## Genetische achtergrond
Er zijn nu veel loci bekend die mannelijke steriliteit veroorzaken. Mannelijke steriliteit, ook wel pollensteriliteit genoemd, is een belangrijk hulpmiddel bij de plantenveredeling. Bij veel cultuurplanten vandaag de dag bestaat het zaad van F1-hybriden uit een mannelijk steriele moederplant en een tweeslachtige vaderplant. Bij cytoplasmatische overerving zijn alle nakomelingen van de mannelijk steriele moeder ook mannelijk-steriel. Bij chromosomale (celkern) erfelijkheid is de moeder altijd heterozygoot: bij dominante mannelijke steriliteit zijn haar nakomelingen voor de helft tweeslachtig of vrouwelijk. Bij recessieve erfelijkheid zijn de nakomelingen voor de helft tweeslachtig en voor de helft vrouwelijk of allemaal tweeslachtig, afhankelijk van of de vader homozygoot of heterozygoot is.
Bij stabiele gynodioecie wordt gedacht dat de meest voorkomende genetische variant die van de smalle weegbree is: er is één cytoplasmatisch gecontroleerd mannelijk steriliteitsgen (C) en twee niet-gekoppelde chromosomale genen (A en B), waarvan het dominante allel de steriliteit omkeert. Het resultaat is dan als volgt, waarbij - staat voor hoofdletter (dominant) of kleine (recessief) letter:
- A-B- zijn altijd tweeslachtig, ongeacht C
- A-bb met C: tussenvormen met gedeeltelijke mannelijke vruchtbaarheid.
- aaB- of aabb, met C: vrouwelijk

Aldus overheersen A en B de expressie van C. Als de dominante vormen van A en B afwezig zijn, dus a en b, zijn planten met C mannelijk steriel, planten zonder tweeslachtigheid.
Het resultaat bij smalle weegbree is een verhouding tweeslachtig/vrouwelijk van 15 : 1 voor de 16 mogelijke combinaties. De overvloed aan vrouwelijke planten is echter ook afhankelijk van de dichtheid: in dichte populaties is voldoende stuifmeel beschikbaar, zodat het aandeel zuiver vrouwelijke planten hoger is dan in verspreide populaties. Bij populaties in Groot-Brittannië kwamen tussen 0 en 32% vrouwelijke planten voor.

## Evolutie
Gynodioecie heeft de voorkeur wanneer de zuiver vrouwelijke planten een grotere fitness hebben dan de tweeslachtigen.
De verhouding vrouw-tweeslachtig wordt bepaald door de volgende twee factoren:
- Het nadeel van zuiver vrouwelijke planten is, dat er bij veel aanwezige vrouwelijke planten weinig stuifmeel beschikbaar is.
- Nadelig voor tweeslachtigen door de zelfbevruchting (inteeltdepressie) van tweeslachtige planten en door het verbruik van voedingsstoffen voor de productie van stuifmeel.

De grotere fitness van de vrouwelijke planten wordt bepaald door de volgende factoren:
- Hun nakomelingen zijn het resultaat van kruisbestuiving, met de resulterende heterosis zouden ze een grotere fitness moeten hebben.
- Voedingsstoffen kunnen worden geïnvesteerd in vruchten en zaden in plaats van in stuifmeel.

Gynodioecie kan zich echter niet stabiliseren in populaties die zich voornamelijk voortplanten via zelfbevruchting. Theoretische overwegingen leiden namelijk tot de aanname, dat gynodioecie voornamelijk ontstaat in populaties waarvan een deel zich via zelfbevruchting voortplant en waarbij het aandeel van kruisbevruchting meer dan 50% is.

## Soorten waarbij gynodioecie voorkomt
- Lobelia siphilitica
- Silene
- Strandbiet
- Lamiaceae
- Fragaria virginiana
- Cucurbita foetidissima
- Thymus serpyllum
- Daphne jezoensis
- Silene vulgaris
- Silene nutans
- Bepaalde Musa-soorten (bananen)
- Reynoutria japonica